# Lubenham
Lubenham – wieś w Anglii, w hrabstwie Leicestershire, w dystrykcie Harborough. Leży 21 km na południowy wschód od miasta Leicester i 123 km na północny zachód od Londynu.